# Theo Campanelli
Theo Campanelli (* vor 1975 in Ascoli Satriano) ist ein italienischer Filmregisseur und Drehbuchautor.

## Leben
Campanelli konnte mit den Geldern seines Vaters, eines Baumeisters, 1975 den Film Peccato senza malizia, ein Drama mit erotischen Einlagen, nach eigenem Buch drehen. Es blieb sein einziger Ausflug in das Kinogeschäft. Zuvor, 1973, hatte er den knapp 40-minütigen Film La strana notte di Herman Franz in seiner Heimatstadt für das Fernsehen gedreht.
Der 1993 geschriebene Entwurf zu einem Fernseh-Pilotfilm einer Serie blieb offenbar unverfilmt. Im neuen Jahrtausend referiert Campanelli zu Themen aus Film und Fernsehen.